# Pistolet maszynowy Tokariewa
Lekki karabin Tokariewa – skonstruowany w latach 20. XX wieku prototyp radzieckiego pistoletu maszynowego. Nieprodukowany seryjnie.
W drugiej połowie lat 20. postanowiono wprowadzić do uzbrojenia Armii Czerwonej pistolet maszynowy. Prace nad bronią tego rodzaju rozpoczął Fiodor Tokariew. W 1927 roku skonstruował on broń nazywaną lekkim karabinem. Był to działający na zasadzie odrzutu zamka swobodnego pistolet maszynowy zasilany z 21-nabojowego magazynka.
Pistolet maszynowy Tokariewa był zasilany nabojem rewolwerowym 7,62 x 38 mm R, używany w przepisowej broni krótkiej Armii Czerwonej – rewolwerze Nagant wz. 1895. Amunicja rewolwerowa Naganta okazała się całkowicie nieprzydatna do zasilania broni automatycznej. Jej zastosowanie spowodowało, że pistolet maszynowy Tokariewa w trakcie prób często się zacinał.
Próby dopracowania tej konstrukcji zostały zakończone w 1928 roku.